# انتخابات الرئاسة الأرجنتينية 1886
انتخابات الرئاسة الأرجنتينية 1886 هي انتخابات رئاسية جرت في 1886، في الأرجنتين.
فاز بالانتخابات Miguel Ángel Juárez ‏.